# Свети Илия (Шипиково)
„Свети пророк Илия“ (на сръбски: Храм св. пророка Илије) е възрожденска православна църква в зайчарското село Шипиково, североизточна Сърбия. Част е от Тимошката епархия на Сръбската православна църква.

## История
Храмът е издигнат в началото на XX век, когато Шипиково е в Княжество България и е част от Видинската епархия на Българската екзархия. Църквата е изписана от дебърския майстор Мелетий Божинов.